# Formicium brodiei
Formicium brodiei är en myrart som beskrevs av John Obadiah Westwood 1854. Formicium brodiei ingår i släktet Formicium och familjen myror. Inga underarter finns listade i Catalogue of Life.